# 6140 Kubokawa
A 6140 Kubokawa (ideiglenes jelöléssel 1992 AT1) a Naprendszer kisbolygóövében található aszteroida. Endate, K.,  Vatanabe Kazuró fedezte fel 1992. január 6-án.